# Glyptoscelis artemisiae
Glyptoscelis artemisiae är en skalbaggsart som beskrevs av Blake 1967. Glyptoscelis artemisiae ingår i släktet Glyptoscelis och familjen bladbaggar. Inga underarter finns listade i Catalogue of Life.